# Can Millet
|  | Aquest article tracta sobre una masia de l'Ametlla del Vallès. Si cerqueu una casa del Masnou, vegeu «Can Millet (el Masnou)». |

Can Millet, també coneguda com a Can Xammar de Dalt, és una masia de l'Ametlla del Vallès (Vallès Oriental), molt a prop de l'església de Sant Genís de l'Ametlla, catalogada com a bé cultural d'interès local.

## Història
Fou primerament un mas petit, que a través de les generacions augmentà el seu patrimoni, i al segle xv comprenia totes les terres de la part alta de l'Ametlla, des del Serrat de l'Ocata fins al mas Antoja, i des del mas Bosquets fins al mas Forns. Aquest gran patrimoni va conferir a la família Xammar una gran categoria social. El 1611, la pubilla Magdalena Xammar es va casar amb Jaume Plantada i Umbert, de Can Plantada, i el 1649, el seu fill Antoni Xammar i Plantada s'instal·là en un nou mas conegut com a Can Xammar de Baix, que arribaria a ser més important econòmicament.
El 1900, la mare del periodista i escriptor Eugeni Xammar, heretà la finca, empobrida per la plaga de la fil·loxera, i fou la darrera propietària de la nissaga. El 1906, fou venuda a Joan Millet i Pagès, germà de Lluís Millet i Pagès, primer director de l'Orfeó Català i pare de Fèlix Millet i Maristany, primer president d'Òmnium Cultural.
El 1908, el nou propietari encarregà la reforma de la masia a l'arquitecte Manuel Joaquim Raspall per a convertir-la en torre d'estiueig. La reforma fou molt comentada i criticada a la seva època per la gent de l'Ametlla, que no ho va veure amb bons ulls. El 1910, Joan Millet devia vendre el mas a Joaquim Sindreu, pare del poeta Carles Sindreu, però Fèlix Millet i Maristany el recuperà després de la Guerra Civil. Actualment continua en mans de la família Millet i és una residència per a gent gran.

## Arquitectura
Està compost de planta baixa, pis i golfes. Les façanes són planes, de composició simètrica. La coberta és a dues vessants i en sobresurt una torre mirador acabada amb una coberta a quatre vessants, amb un potent ràfec, i barbacana coronada per una interessant reixa.
Fins al començament del nostre segle, la casa dels Xammar fou una típica masia orientada a migdia amb una teulada a dues vessants, planta baixa, pis i golfes. A la façana hi havia una porta adovellada i uns finestrals gòtics. Damunt del portal hi havia una pedra que indicava l'any 1643, data en què fou ampliada. La reforma de Raspall en va respectar l'estructura basilical i els elements gòtics més destacats: finestres conopials i geminades i el portal amb dovelles. El canvi estructural més destacat fou la incorporació d'uns pinacles al capcer i la torre mirador, típica de les cases-jardí modernistes que, a més de ser un signe de distinció, incorporaven els dipòsits d'aigua per gaudir de pressió, un petit luxe de la burgesia emergent. Pel que fa als elements decoratius destaquen l'aplicació del trencadís, la forja a les finestres i baranes, els vitralls i la decoració interior amb simbologia catalanista (el drac, les quatre barres i la Mare de Déu de Montserrat).